# Thermonotus pasteuri
Thermonotus pasteuri es una especie de escarabajo longicornio del género Thermonotus, tribu Monochamini, subfamilia Lamiinae. Fue descrita científicamente por Ritsema en 1890.

## Descripción
Mide 17-23,5 milímetros de longitud.

## Distribución
Se distribuye por Indonesia, Malasia y Vietnam.